# Jiří Javorský
Jiří Javorský (Praga, 9 febbraio 1932 – Heilbronn, 16 settembre 2002) è stato un tennista cecoslovacco.

## Biografia
Si sposò con Věra Javorská e la coppia ebbe due figli, Jiří Jr. e Jaroslav. Nel 1968 una volta terminata la carriera decisero di trasferirsi in Germania con l'obiettivo di insegnare tennis, la famiglia ebbe il permesso di uscire dalla Cecoslovacchia ad esclusione del figlio Jaroslav all'epoca in servizio quale soldato e quest'ultimo fu successivamente arrestato per spionaggio e condannato a tredici anni di prigionia venendo liberato solo nel 1986 in uno scambio di prigionieri sul ponte di Glienicke.

## Carriera
Ha rappresentato la Cecoslovacchia in Coppa Davis dal 1955 al 1966 ottenendo trentatré successi a fronte di ventidue sconfitte, in coppia con Věra Suková ha formato un'importante coppia di doppio misto, sono infatti arrivati per due anni consecutivi alle semifinali di Wimbledon mentre sulla terra del Roland Garros hanno disputato due finali vincendo quella del 1957 e arrendendosi nella seconda alla coppia formata da Darlene Hard e Rod Laver.

## Finali del Grande Slam

### Doppio misto

#### Vittorie (1)
| Anno | Torneo                            | Compagna      | Avversari in finale    | Punteggio |
| 1957 | Internazionali di Francia, Parigi | Věra Pužejová | Edda Buding Luis Ayala | 6–3, 6–4  |

#### Finali perse (1)
| Anno | Torneo                            | Compagna    | Avversari in finale    | Punteggio     |
| 1961 | Internazionali di Francia, Parigi | Věra Suková | Darlene Hard Rod Laver | 0–6, 6–2, 3–6 |